# ギリシャ内戦
ギリシャ内戦（ギリシャないせん、ギリシア語: Ελληνικός Εμφύλιος Πόλεμος）は、1946年から1949年の間にかけてギリシャにおいて争われた内戦である。一方の当事者は中道右派政府と右派民兵で、イギリスおよびアメリカの支援を受けていた。もう一方はナチス・ドイツ占領下のギリシャにおける最大のレジスタンス組織であった共産主義ゲリラギリシャ人民解放軍（ELAS）で、ギリシャ共産党（KKE） の指導下にあった。

## 概要
広義の内戦は3つの段階に分けることができ、狭義には1946年から1949年の第三段階のみを指す。第一段階 (1942年 - 1944年) は右派レジスタンスに対する左派レジスタンスの攻撃である。第二段階(1944年)は右派レジスタンスによる政権奪取で、エジプトのカイロから帰還したギリシャ亡命政府、更にはイギリスによる支援を受けていた。第三段階（1946年 - 1949年、ギリシャ共産党では第三ラウンドと呼称した）は 騒然とした雰囲気下で行われた総選挙により樹立された中道右派政権とギリシャ共産党との争いである。 
この内戦により、ギリシャ経済は疲弊した。国民の間には1970年代に至るまで続く政治的対立が生じ、それは現在でもギリシャの政治に深い影響を及ぼしている。

## 前史

### 内戦の背景 (1941年 - 1944年)

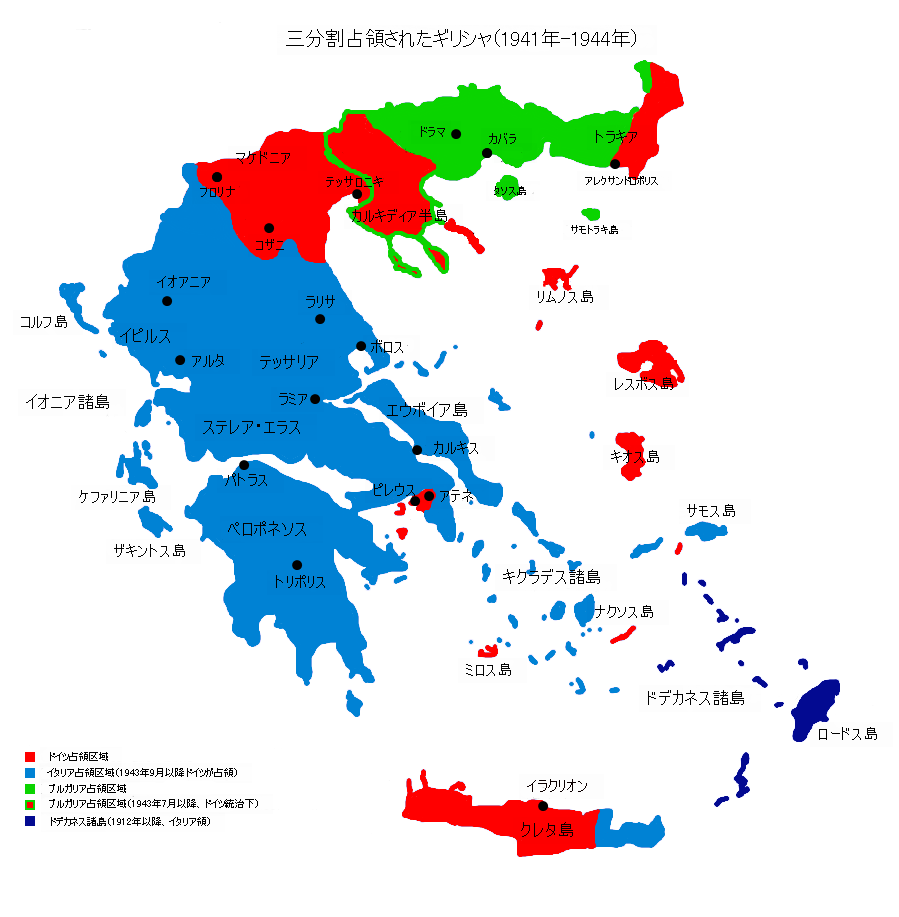
占領期のギリシャ
赤がドイツ占領地・青がイタリア占領地・緑がブルガリア占領地・藍がイタリア領エーゲ海諸島（ドデカネス諸島）

内戦の原因は、ドイツおよびその同盟国であるイタリア、ブルガリアによるギリシャ占領期にさかのぼる。ドイツのバルカン半島侵攻が開始されると、国王ゲオルギオス2世および政府はエジプトに逃れ、亡命政府を組織した。イギリス政府は、ギリシャ国民から広い支持を得られるよう、亡命政府には中道派の政治家を用いるように要請した。しかし占領下のギリシャで生活する国民にとって、この亡命政府はあまりに遠い存在だった。一方ギリシャ本土の左派レジスタンスは、亡命政府がイオアニス・メタクサス将軍による独裁政府の流れを汲んでいたことから亡命政府を非合法だと批判していた。カイロの亡命政府は、占領下にあるギリシャに対し何の影響力も行使することができず、国民の間にはその無能力さが印象付けられていた。
ドイツ軍はギリシャ人協力者を利用してアテネに傀儡政府を樹立したが、この政府は正統性も国民の支持も有してはいなかった。ドイツによる経済的収奪によりインフレは激しくなり、物不足や飢餓が発生していた。傀儡政府はドイツ軍から受け取った装備で軍隊を組織さえした。この部隊（1944年時点で14,000人ほど）は連合国に対してではなく、共産主義ゲリラとの戦闘に駆り出された。
ギリシャにおける権力の空白を衝いて、いくつかのレジスタンス運動が占領直後から動き始めていた。それらのうち最も大規模な組織である民族解放戦線 (Εθηνικό Απελευθερωτικό Μέτωπο, EAM) は1941年に創設された。民族解放戦線とその軍事組織であるギリシャ人民解放軍 (Εθνικός Λαϊκός Απελευθερωτικός Στράτος, ELAS) はギリシャ共産党 (Κομμουνιστικό Κόμμα Ελλάδας, KKE) により組織されており、当初はギオルギオス・シアントスにより指導されていた。 これらの組織はソ連による支援に加え、共産主義者ではない一般市民からも広い支持を集めることに成功した。ギリシャ共産党の指導によって、組織は反王党派色をも帯びるようになった。フロリナ地域においては、スラヴ＝マケドニア組織 (Slavo-Macedonian organization, SMO) 、後のスラヴ＝マケドニア自由軍 (Slavo-Macedonian liberation army SNOF) が組織されていた。
その他にギリシャ共産党と対立する立場から、別のレジスタンス組織ギリシャ民族共和同盟 (Εθνικός Δημοκρατικός Ελληνικός Σύνδεσμος, EDES) や国民社会解放運動 (Εθνική και Κοινωνική Απελευθέρωσις, EKKA) はが結成され、これらの組織は民族解放戦線とギリシャ人民解放軍と対立することになる。
初期のレジスタンスは、ドイツがブルガリアにギリシャの一部占領を許可したことに対する民衆のデモを機会に、ギリシャ領東マケドニアで始まった。
急峻な山岳地帯が多いギリシャは、ゲリラ活動に絶好の舞台だった。1943年になると、ドイツ軍とギリシャ人協力者たちが掌握しているのは都市部とそれらを結ぶ道路のみで、1歩外に出れば山岳地帯はほぼレジスタンスの支配下にあった。1943年にはギリシャ人民解放軍は20,000人の構成要員を集め、ペロポネソス半島・クレタ島・テッサリア・ギリシャ領マケドニアの山岳地帯を支配していた。ギリシャ民族共和同盟は5,000名のゲリラを擁しイピロス周辺を掌握、国民社会解放運動には1,000人のゲリラが存在した。枢軸国側に対するどんな支援も欲していたイギリスは当初、イデオロギーに関係なく全てのレジスタンスに資金や装備面で支援を行っていた。しかし、1943年にイタリアが連合国に降伏した際にギリシャ駐留イタリア軍部隊の装備を接収したギリシャ人民解放軍は自前で装備の補給を行えるようになった。  
ギリシャには右派の組織、アテネのX（ヒー）・マケドニアのPAOなども存在していた。実際のところギリシャのレジスタンス組織は、相互に非難を繰り返し隠れては協定を結びを繰り返していた。組織間の関係は不安定を極め、"敵の敵は必ずしも味方ならず、しかし補給の足しにはなり得る"といった状況だった。 民族解放戦線はレジスタンス中最大の組織で、傀儡政府の民兵部隊と戦う傍ら他のレジスタンスとも反目しあっていた。民族解放戦線は、ギリシャ民族共和同盟がドイツと共謀しているとの非難を繰り返した。民族解放戦線は連合国陣営がギリシャを通して南ヨーロッパ一帯の支配を企んでいると考えており、そのためにドイツ撤退に際してギリシャでの独占的権力をつかむために他のレジスタンスを追い落とそうとしていた。このようにしてギリシャ人民解放軍、ギリシャ民族共和同盟、ドイツ軍による三つ巴の関係が生まれた。イギリスとカイロ亡命政府はギリシャ民族共和同盟を支援し、対立は内戦の様相を呈してきた。ついに1943年10月、ギリシャ人民解放軍はギリシャ民族共和同盟に対する攻撃を開始し、ギリシャ国内全域で内戦が勃発した。内戦は1944年2月にイギリスによる仲裁（プラカ協定）が行われるまで続いた。
1944年3月ギリシャの大部分を支配下においていた民族解放戦線は国民解放政治委員会 (Politiki Epitropi Ethnikis Apelevtheroseos, PEEA) を組織し、アテネの傀儡政府、カイロの亡命政府に対抗する第三の政府を用意した。その目的は「全国土の解放、 国家の独立と統一を堅持し、国内のファシスト勢力と独裁者の殲滅を計るため、占領者に対する抵抗を強化すること」であった。国民解放政治委員会の初代議長には国民社会解放運動の指導者であったエウリピディス・バキルトジスが就いた。
国民解放政治委員会による注意深く決定された穏健な綱領に対して、亡命ギリシャ人の間でも支持の声が広がっていた。1944年4月にはエジプトで組織されていたギリシャ軍が王党派政府に対して国民解放政治委員会の綱領に基づいた統一政府を作るべきだと要求しクーデター騒ぎを起こした。1944年5月、全ての政治的組織の代表者がレバノンに集まり、戦後の政権について討議する場が設けられた。民族解放戦線は他の組織に対する対決姿勢を崩さなかったが、ソ連がギリシャ共産党に同盟国の結束を損なうような行動を慎むように命令したため、会議は成功に終わった。合意では、亡命政権の首相を務めていたゲオルギス・パパンドレウのもとで統一政府を作り、民族解放戦線には4分の1の閣僚ポストが配分されることになった。
ドイツによるギリシャ占領期、抗争は激しさを増す一方で、問題が解決する余地はほとんど存在しなかった。どのレジスタンス組織もドイツへの協力者を疑うあまり、多くの村を焼き市民を処刑した。ギリシャ共産党によると、「ヒーのような対独協力者はテロリズムを効果的に利用しているが、ギリシャ人民解放軍では頭に血がのぼったリーダーたちが度を超しているだけだ」となる。国民社会解放運動指導者プサロスも、「彼の将校は対独協力者であると立証された」とギリシャ共産党に決めつけられ「ギリシャ人民解放軍の全ての非コミュニストの抵抗組織へ攻撃後のみに活動を強要された」として1944年4月17日に処刑されてしまった。

### 対立の始まり (1944年)
1944年の後半になり、ソ連軍がルーマニア・ユーゴスラビアへと進撃を続けるにつれ、退路を断たれるドイツ軍がギリシャを撤退することは明らかになった。パパンドレウに率いられた亡命政府はイタリアのカセルタに移動し、ギリシャ解放を待ち構えていた。1944年9月にカセルタで結ばれた合意書では、全てのレジスタンス組織がイギリス軍の司令官ロナルド・スコービー将軍の指揮下に入るように求められていた。
イギリス軍は10月にギリシャに上陸した。ドイツ軍は既に総撤退に移っており、戦闘は小規模だった。この時ギリシャ人民解放軍傘下のゲリラは50,000人に及び、ドイツ軍が遺棄した装備を得てさらに武装を整えていた。10月13日イギリス軍はアテネに入城し、数日後にはパパンドレウとその大臣も到着した。パパンドレウは王制の存続を国民投票で決定するつもりであったため、国王はカイロに残留した。
この時点でギリシャ人民解放軍がギリシャ全土を支配下に置こうと思えば、十分にそれは可能であったが、ギリシャ人民解放軍はそうした行動に出なかった。ギリシャ共産党の指導者はソ連の影響下にあり、戦後にドイツ全土をソ連の影響下に置くというスターリンの戦後戦略を妨害することのないよう命令されていた。モスクワで開かれた会議において、スターリンとチャーチルは、ギリシャをイギリスの影響下に置くことに同意していた（パーセンテージ協定）。ギリシャ共産党の指導者はこれを知っていたが、ギリシャ人民解放軍と下部のコミュニストには知らされていなかった。このことは、後に民族解放戦線とギリシャ人民解放軍が争う原因となった。 
スターリンの指導のもと、ギリシャ共産党はパパンドレウ政権との対決を避けるようになった。ギリシャ人民解放軍の多くのメンバーはイギリス軍を解放軍と見なしていたが、ギリシャ共産党の指導者であるアンドレアス・ツジマスやアリス・ヴェロウキオティスはイギリス軍を信頼してはいなかった。ツジマスはユーゴスラビア共産党の指導者チトーと連絡をつけ、イギリスとの共同行動を拒否するようになった。
レジスタンスの武装解除は、パパンドレウ政権と政権に参加していた民族解放戦線メンバーとの間の火種であった。英国大使のレジナルド・リーパー卿に助言を受け、パパンドレウは全ての勢力の武装放棄と、政府の管理下での新国軍の設立を決定した。これが実現するとギリシャ人民解放軍は右翼からの攻撃に反撃できなくなると考えた民族解放戦線は代替案を提案したが、パパンドレウはこれを拒否し、政権の民族解放戦線メンバーは辞職した。12月1日スコービーはギリシャ人民解放軍の解体を要求する命令書にサインした。ギリシャ人民解放軍の軍事力はギリシャ共産党の影響力の源であり、ギリシャ共産党の指導者シアントスはこの命令に従わないことを決定した。
12月3日、アテネ中央のシンタグマ広場における民族解放戦線のデモに警察が発砲し、ギリシャ人民解放軍と政府軍およびイギリス軍の間に戦闘が始まった（十二月事件）。この戦闘では、小火器だけでなく火砲や航空機までもが使用された。12月4日、パパンドレウは自身の辞任を決めたが、イギリス大使館は留任を強く要請した。12月12日になり、ギリシャ人民解放軍はアテネとピレウスの大部分を支配下に置いた。イギリスはイタリアから第4師団を呼び寄せ、部隊を増強した。
戦闘はひと月余り続き、イギリス軍が次第にギリシャ人民解放軍を押し戻すようになった。不思議なことに、アテネ周辺以外ではギリシャ人民解放軍と政府・イギリス側との間に争いは生じなかった。ギリシャ人民解放軍はクーデターを計画しておらず、戦闘が偶然始まったことは明らかだった。
東西の戦線では未だドイツ軍との戦闘が続いているにもかかわらず発生したイギリス軍と対独レジスタンス間の争いは、チャーチルの連立政権にとって大きな打撃となり、新聞や下院でもチャーチルの対応に対して批判が巻き起こった。チャーチルは戦闘を終結させるため12月24日にアテネに到着し、ソ連代表者立ち会いのもとで会議を開いたが、民族解放戦線及びギリシャ人民解放軍側の要求が大きく。交渉は決裂した。
1月初めには、ギリシャ人民解放軍はアテネから撤退した。チャーチルはパパンドレウを辞職させ、反コミュニストのニコラオス・プラスティラス将軍を首相に据えた。1945年1月15日スコービーは戦闘を停止し、ギリシャ人民解放軍側はパトラおよびテッサロニキからの撤退、ペロポネソス半島における武装解除に同意した。これはギリシャ人民解放軍にとり苦渋の決断だったが、ギリシャ共産党はその戦略を練り直していた。

### 幕間 (1945年 - 1946年)
1945年2月、同盟国の承認のもとで全ての政治勢力がヴァルキザ協定の合意に達した。この合意は、ギリシャ人民解放軍を含めた全レジスタンス・民兵組織の完全な武装放棄、政治的恩赦、政治体制に関する国民投票と速やかな総選挙を約していた。1945年4月にドイツの強制収容所から帰国したギリシャ共産党のリーダーニコラオス・ザカリアディスは「人民による民主主義が平和的な手段により成し遂げられることがギリシャ共産党の目的である」と語った。ヴァルキザ合意によってギリシャ共産党の政治的敗北は軍事的敗北を招き、ギリシャ人民解放軍の存在価値は消散した。同時期に新国軍と右翼組織は、元民族解放戦線メンバーに対してテロを仕掛けていた。約束された恩赦は包括的なものではなく、ドイツ占領期にとられた行動のいくつかが犯罪であるとされ、恩赦から除かれた。多くの元レジスタンスが武器を山に隠し、5,000名はユーゴスラビアへと向かった。ギリシャ共産党はこのような行動を認めず、闘争を再開するよう呼びかけたアリス・ヴェロウキオティスはギリシャ共産党により除名された。
冷戦が始まり、多くの地域の共産党が軍事的スタンスを強めるようになると、ギリシャ共産党も政治的立場を逆転させ対決姿勢を強めるようになった。1946年2月、ギリシャ共産党は「国内状況、バルカン半島および国際的環境を考慮に入れ、君主制・ファシスト打倒の為武装闘争を再開する」ことを決定した。ギリシャ共産党は1946年の総選挙をボイコットし、選挙は王制支持派の勝利に終わった。7月の国民投票では王制支持が辛うじて過半数を獲得。
9月1日に国民投票で王政支持が確定すると、9月28日に国王ゲオルギオス2世がアテネに帰還した。

## 戦闘の推移

### 内戦 (1946年 - 1949年)
戦闘は、1946年3月30日になってギリシャ人民解放軍ゲリラがユーゴスラビア・マケドニア付近の山岳地帯からギリシャ国境内に侵入することで開始された。ゲリラはギリシャ民主軍(Dimokratikos Stratos Elladas, DSE)として組織され、元ギリシャ人民解放軍のマルコス・バフィアディスがユーゴスラビア内から指揮していた。
ユーゴスラビア・アルバニアの共産主義政権はナチス・ドイツに対するレジスタンス活動を通して政権を奪取したため、ギリシャ共産党の支援に積極的だった。1946年後半になると、ギリシャ民主軍は10,000名のパルティザンを擁し、北部の山岳地帯を中心としてギリシャ国内に数多くの拠点を設けていた。
それに対するギリシャ国軍は90,000名を数え、更にイギリス軍の指導で装備を増強していた。しかし1944年から合計8,500万ポンドをギリシャの問題に支出していたイギリス政府にはこれ以上の負担に耐えられそうになかった。合衆国のハリー・S・トルーマン大統領は、共産主義者からギリシャ・トルコを防衛するため米国が支援を行うことを決定し（トルーマン・ドクトリン）、これによりギリシャ政府支援はイギリスからアメリカへと受け継がれた。これより後には、アテネのアメリカ大使館が国王に首相の任命などの助言を行うようになった。
1947年に戦闘は激しさを増した。ギリシャ民主軍は北イピロス、ギリシャ領マケドニア、テッサリアで大規模な襲撃をかけた。軍が反撃に出てもゲリラはすぐに山岳地帯に撤退するため、その効はあがらなかった。
1947年11月にギリシャ共産党はゲリラ戦からより大規模な戦闘に移行することを決定し、12月にギリシャ共産党はヴァフィアデスを首班とする暫定民主政府を設けた。暫定政府はどの外国からも認められず、ギリシャ民主軍は暫定政府の首都を設けるため大都市を攻撃することを計画した。同月ギリシャ民主軍はコニツァを攻撃し1,200名に及ぶ被害を出した。政府は国軍を増強し、都市部のギリシャ共産党シンパを逮捕してそれらの多くはマクロニソス島の監獄に送り込まれた。
コニツァでの苦戦はあったが、ギリシャ民主軍は1948年頃にはその作戦領域をペロポネソス半島、更にはアッティカにまで広げ、アテネまで20kmの地点まで迫っていた。ギリシャ民主軍は20,000人の戦闘員を抱え、国内の村々にはシンパと情報提供者が存在した。ギリシャ民主軍のとった村々を焼き払う戦術により多くの難民が発生し、大都市は難民で溢れ返っていた。

### 戦闘の終結 (1949年)
ギリシャ共産党とギリシャ民主軍に対する打撃は思わぬ方向からやってきた。1948年6月、ソ連および東欧諸国はチトー率いるユーゴスラビアとの関係を断絶。ユーゴスラビアから多大な援助を受けていたギリシャ共産党はこの事件によりソ連支持派とユーゴスラビア支持派に分裂した。ギリシャ内戦で何度も繰り返されたように、味方同士の争いが生じ、このような混乱を嫌ったユーゴスラビアがユーゴ国内のギリシャ民主軍キャンプを解体、国境を閉鎖するなどギリシャ民主軍にとって環境は悪化する一方であった。ギリシャ民主軍はアルバニア国内を拠点に活動を続けたが、その勢力は目に見えて落ち込んでいった。
また、ソビエト連邦はギリシア民主軍を支援しようと軍や物資を派兵しようとしたが、トルコが保有するボスフォラス海峡とダーダネルス海峡を通過できず、失敗に終わった。
ギリシャ軍は、8月に北部山岳地帯において攻勢を開始した。軍はギリシャ民主軍の部隊を各地で破り、9月にはギリシャ民主軍のメンバーは大部分が降伏するか、アルバニアへと逃亡していた。しかしアルバニアも国内でのギリシャ民主軍の活動を禁止し、ついに10月16日、ギリシャ民主軍の指導者ニコラオス・ザカリアディスは戦闘中止を発表した。ギリシャ内戦はこれをもって終わりを告げた。
アメリカはギリシャ内戦の終結を、冷戦下における自由主義陣営の勝利であると宣言した。実際には、ソ連はゲリラ側をほとんど支援しておらず、1944年ギリシャ人民解放軍にギリシャを掌握する機会が訪れた時も、ギリシャ共産党に命令してその動きを制した。

## 影響
内戦により、ギリシャはドイツ占領期を上回る被害を受けた。50,000人の兵士が死亡、家を失った住民は500,000人に及ぶ。政治的対立は、国民をその後40年にもわたり二分してしまった。何千人もの政治犯が獄中につながれ、多くの人々が共産圏、オーストラリア、ドイツ、そしてアメリカへと亡命した。その後の王室と内閣の対立、左右双方によるテロ、1967年4月のクーデターなどは全て、内戦がもたらした傷が元となっている。
1974年の軍事政権崩壊と第三共和政樹立をもって、一連の内戦によりもたらされた混乱は終結した。（以降のギリシャ内情不安はこちらを参照）

## ギリシャ内戦を取り上げた作品
- 映画『旅芸人の記録』　1975年　テオ・アンゲロプロス監督
- 小説『兄弟殺し』　1978年　ニコス・カザンツァキ　読売新聞社
- 詩集『現代ギリシャ詩選』　1985年　中井久夫訳　みすず書房　ISBN 4622010984
- 紀行『イカロスの飛行』　2000年　ケヴィン・アンドリュース　みすず書房  ISBN 4622050552
- 映画『エレニの旅』　2004年　テオ・アンゲロプロス監督

## 註
1. ↑  The Struggle for Greece 1941–1949, C.M.Woodhouse, Hurst & Company, London 2002 (first published 1976), page 237
2. ↑  Νίκος Μαραντζίδης, Δημοκρατικός Στρατός Ελλάδας, 1946–1949, Εκδόσεις Αλεξάνδρεια, β'έκδοση, Αθήνα 2010, page 52
3. ↑  Νίκος Μαραντζίδης, Δημοκρατικός Στρατός Ελλάδας, 1946–1949, Εκδόσεις Αλεξάνδρεια, β'έκδοση, Αθήνα 2010, page 52, page 57, pages 61–62
4. ↑  Γενικόν Επιτελείον Στρατού, Διεύθυνσις Ηθικής Αγωγής, Η Μάχη του Έθνους, Ελεύθερη Σκέψις, Athens, 1985, pp. 35–36
5. ↑  Γενικόν Επιτελείον Στρατού, p. 36
6. ↑  なお、ギリシャ共産党は1948年に至るまで非合法化されなかった。ゲリラ側はアテネの共産党本部からも戦闘に向かっていたのである。
7. ↑  ただ、戦前の独裁政府で働いていた役人が往々にして、傀儡政府においても引き続きその職を続けていたりした。
8. ↑  実際のところ、この部隊に参加したのは犯罪者・服役者であったと言われる。
9. ↑  ギリシャ共産党により組織されたレジスタンスには他に、人民の戦士保護組織 (Organization for the protection of the people's fighters, OPLA) がある。これは主に政治的対立者を暗殺したテロ組織である。
10. ↑  ギリシャ共産党の指導者のニコラオス・ザカリアディス（英語版）は、ドイツにより逮捕されていた。
11. ↑  ギリシャ軍の大佐だったナポレオン・ゼルバス（英語版）により率いられ、政治的には反共の立場であった。
12. ↑  ディミトリオス・プサロス（英語版）大佐により率いられ自由主義的共和派の立場に立った。
13. ↑  ギリシャ民族共和同盟は依然としてイギリスからの補給を受けていた。
14. ↑  これらの組織はレジスタンスと呼べないこともなかったが、民族解放戦線からはドイツ軍による支援を受けていると非難されていた。
15. ↑  後にアレクサンドロス・スヴォロス（英語版）が後継となり、バキルトジスは副議長となった。
16. ↑  この事件はイギリス軍により鎮圧されたが、同盟国内でのギリシャに対する目に少なからぬ影響を与えた。
17. ↑  現実には、ヒーはアテネ周辺の寒村を支配しているに過ぎず、村々を焼いたりテロを起こすことなどできはしなかった。
18. ↑  アテネでの戦闘の間、政府側に立って戦った対独協力者たちは、ギリシャ人民解放軍により虐殺された。
19. ↑  数日後、彼は治安部隊に殺害され、トリカラの広場に首が晒された。
20. ↑  しかし、スターリンはギリシャでの闘争に支援を与えなかった。
21. ↑  岩波書店編集部 編『近代日本総合年表 第四版』岩波書店、2001年11月26日、355頁。ISBN 4-00-022512-X。
22. ↑  これに対し、ソ連政府は態度を明確にしなかった。ギリシャは、中欧を重視するスターリンの戦略には組み込まれておらずギリシャ共産党の活動に対しておざなりの援助しか与えなかった。
23. ↑  これに対し、アテネの政府はギリシャ共産党を非合法化した。
24. ↑  むしろ、ソ連とは独自にパルチザン活動を続けていたチトーの方が、1944年からギリシャ共産党に援助を与え続けてきた。